# Wanda i Banda
Wanda i Banda (dawniej Banda i Wanda) – polski zespół rockowy założony w 1982 roku w Poznaniu. Zadebiutował na przełomie 1982 i 1983 w sylwestrowej audycji Programu III Polskiego Radia. Nagrał piosenki do serialu telewizyjnego pt. „Siedem życzeń” – w którym również wystąpił.

## Historia
We wrześniu 1982 grupę Lombard opuściła jedna z dwóch wokalistek – Wanda Kwietniewska i w listopadzie założyła własny zespół, w skład którego weszli doświadczeni muzycy: Marek Raduli (gitara), Jacek Krzaklewski (gitara), Andrzej Tylec (perkusja) i Henryk Baran (gitara basowa). Piosenka „Ulica Tetmajera” (muz. Marek Raduli, Jacek Krzaklewski i Wanda Kwietniewska, sł. Jacek Cygan) została nagrana z myślą o filmie biograficznym Przeznaczenie (1983) w reżyserii Jacka Koprowicza, poświęconym Kazimierzowi Przerwie-Tetmajerowi. Pod koniec 1983 roku, po odejściu z TSA, na perkusji grał Marek Kapłon. Zespół koncertował zarówno w kraju, m.in. na Rock Arenie w Poznaniu, Rockowisku w Łodzi i Kart Rocku w Jeleniej Górze, jak i za granicą (w NRD i Czechosłowacji).
Debiutancki album z kompozycjami Wandy Kwietniewskiej, Banda i Wanda z 1984, okazał się sukcesem. Zawierał takie hity jak „Nie będę Julią”, „Hi-Fi” czy „Chcę zapomnieć” i uzyskał on status złotej płyty. W tym samym czasie grupa wystąpiła w programie muzycznym Katarzyny Gärtner Żeglując w dobry czas, w którym wyśpiewała piosenkę „Magia sceny” (sł. Jerzy Kleyny). Rok później zespół wydał drugi longplay zatytułowany Mamy czas. Również ten album zdobył popularność, dzięki przebojom „Kochaj mnie miły”, „Mamy czas” i „Para goni parę”. W 1986 rozpoczęto emisję popularnego wówczas serialu dla dzieci i młodzieży Siedem życzeń, do którego zespół nagrał 9 piosenek, a nawet wystąpił w pierwszym odcinku. Utwór tytułowy z serialu stał się przebojem.
Grupa rozwiązała się w 1986 roku. W 1990 i 1993 Wanda Kwietniewska wydała swoje solowe albumy, lecz nie odniosła takiego sukcesu jak w latach osiemdziesiątych. Regularnie występowała też w Opolu. W 1993 roku grupa reaktywowała się i wydała album Ballady rockowe, lecz dwa lata później rozpadła się po raz drugi.
W roku 2000 zespół reaktywował się kolejny raz, już pod nową nazwą Wanda i Banda. Rok później grupa wygrała plebiscyt na przebój Lata z Radiem 2001 premierową piosenką „Te noce są gorące”. Pod koniec 2001 roku zespół wydał nowy utwór „Kanonady, galopady”. Następnie ukazały się dwie kompilacje z największymi przebojami: w 2003 Platynowa płyta (z premierowym singlem „Kaktus”) i w 2005 Złota kolekcja: Hi-Fi (zawierająca nową piosenkę pt. „Fajny numer”). W 2005 roku zespół wydał również singel „Wiruje świat”.
W 2006 roku twórczością zespołu zainteresował się DJ Adamus, znany m.in. z programu rozrywkowego Kuby Wojewódzkiego. Dokonał on remiksu piosenki „Hi-Fi”, który wdarł się na czołowe pozycje muzycznych list przebojów (pod nowym tytułem „Hi-Fi Superstar”). Również utwór „Nie będę Julią” doczekał się remiksu – przeróbką zajął się duet Kalwi & Remi.
Jesienią 2008 ukazał się długo oczekiwany studyjny album grupy, Z miłości do strun. Znalazło się na nim kilkanaście premierowych piosenek, w tym dwa wspomniane remiksy klubowe. Pierwszą piosenką promującą album zostało nagranie „Nie zmieniajmy się”, na drugi singel wybrano utwór „To nie Polska” poruszający problem emigracji, na trzeci – piosenkę „Miłości żar”, a na czwarty – „Afryka woła nas”. 6 listopada 2009 zespół wydał album z piosenkami z serialu Siedem życzeń, pt. Piosenki z serialu Siedem życzeń. Album promował singel „Głowa do góry”.
W maju 2011 roku odbyła się premiera nowej piosenki – „To mój świat”. W kwietniu 2013 roku zespół zaprezentował nowy utwór – „Lęk wysokości”. Piosenka zapowiadała jubileusz 30-lecia grupy. W kwietniu 2016 miała miejsce premiera kolejnego singla – „Kava (Kawa na śniadanie)”.
10 czerwca 2018 na 55. Krajowym Festiwalu Polskiej Piosenki w Opolu, podczas koncertu „Od Opola do Opola” Wanda i Banda z rąk Andrzeja Krzywego i Ifi Ude odebrała nagrodę TVP1 z tytułu 35-lecia pracy artystycznej, a za kulisami fotoreporterzy wręczyli nagrodę dziennikarzy akredytowanych przy festiwalu. Statuetka została wręczona na tzw. ściance, na której fotografowane są wszystkie gwiazdy.

## Skład zespołu

### Obecny skład
- Wanda Kwietniewska – wokal
- Waldemar Szoff – gitara[19]
- Marek Tymkoff – gitara, chórki
- Dominik Samborski – gitara basowa
- Damian Grodziński – perkusja

### Skład początkowy
- Wanda Kwietniewska – śpiew
- Marek Raduli – gitara (Budka Suflera)
- Jacek Krzaklewski – gitara, w 1985 zastąpił go Krzysztof Kacperski (instrumenty klawiszowe), który grał z Bandą i Wandą do rozwiązania zespołu
- Henryk „Baron” Baran – gitara basowa
- Andrzej Tylec – perkusja (Breakout, Romuald i Roman) – zm. 11 grudnia 1990 we Wrocławiu
- Marek Kapłon – perkusja (TSA, Tadeusz Nalepa, Dżem)

## Dyskografia
Albumy studyjne
| Rok  | Tytuł              | Wytwórnia               |
| ---- | ------------------ | ----------------------- |
| 1984 | Banda i Wanda      | Polskie Nagrania „Muza” |
| 1985 | Mamy czas          | Pronit                  |
| 2008 | Z miłości do strun | Box Music               |
| 2009 | Siedem życzeń      | Box Music               |

Kompilacje
| Rok  | Tytuł                          | Wytwórnia             |
| ---- | ------------------------------ | --------------------- |
| 1992 | Wanda z Bandą i bez Bandy      | Intersonus            |
| 1994 | Ballady rockowe                | Roja                  |
| 1994 | The Very Best of Banda & Wanda | Digiton               |
| 1998 | Moje przeboje                  | Box Music/Pomaton-EMI |
| 2003 | Platynowa płyta                | Box Music/Pomaton-EMI |
| 2005 | Złota kolekcja: Hi-Fi          | EMI Music Poland      |

Single
| 1983                           | „Hi-Fi / Nie będę Julią”                             | 1     | 14      | –  |
| 1984                           | „Nie będę Julią / Chcę zapomnieć”                    | 3 / 4 | 19 / 13 | –  |
| 1985                           | „Podróżni bez biletu (Mamy czas) / Kochaj mnie miły” | 1 / 3 | 23 / –  | –  |
| 2001                           | „Te noce są gorące”                                  | –     | –       | –  |
| 2001                           | „Kanonady, galopady”                                 | –     | –       | –  |
| 2003                           | „Kaktus”                                             | –     | –       | –  |
| 2005                           | „Fajny numer”                                        | –     | –       | –  |
| 2005                           | „Wiruje świat”                                       | –     | –       | –  |
| 2008                           | „Nie zmieniajmy się”                                 | –     | –       | 26 |
| 2009                           | „To nie Polska”                                      | –     | 46      | 22 |
| 2009                           | „Głowa do góry”                                      | –     | –       | 57 |
| 2010                           | „Miłości żar”                                        | –     | –       | –  |
| 2010                           | „Afryka woła nas”                                    | –     | –       | –  |
| 2011                           | „To mój świat”                                       | –     | –       | –  |
| 2013                           | „Lęk wysokości”                                      | –     | –       | –  |
| 2016                           | „Kava (Kawa na śniadanie)”                           | –     | –       | –  |
| „–” pozycja nie była notowana. |                                                      |       |         |    |

Inne notowane utwory
| 1983                           | „Fabryka marzeń”       | 8 | 21 | – |
| 1983                           | „Cała biała”           | – | 20 | – |
| 1983                           | „Stylowe ramy”         | 8 | 17 | – |
| 1983                           | „6.22”                 | 3 | –  | – |
| 1984                           | „Para goni parę”       | 4 | 20 | – |
| 1985                           | „Bez grawitacji”       | 4 | –  | – |
| 1985                           | „Hej, heja hej”        | – | –  | – |
| 1985                           | „Jesteś wolny”         | 9 | –  | – |
| 1986                           | „Nie bój się, nie bój” | – | 32 | – |
| „–” pozycja nie była notowana. |                        |   |    |   |